# Kim Greist
Kimberley Bret Greist (Stamford, 12 maggio 1958) è un'attrice ed ex modella statunitense.

## Biografia
Figlia di Norma Abtey e Harold Greist, ha ricevuto una formazione teatrale e ha trascorso parte della tarda adolescenza come modella professionista in Europa. La sua prima apparizione cinematografica è stata nel film horror C.H.U.D. (1984), seguita da un ruolo da comparsa nell'episodio Nobody Lives Forever della serie Miami Vice.
Kim Greist è apparsa in Brazil (1985), Manhunter - Frammenti di un omicidio (1986), Getta la mamma dal treno  (1987) e L'ultima battuta (1988). Durante gli anni novanta è stata coprotagonista insieme a Christopher Lambert e Christopher Lloyd in Perché proprio a me? (1990), è apparsa in alcuni film TV della Disney e ha recitato nella pellicola cinematografica Shriek - Hai impegni per venerdì 17? (2000).

## Filmografia parziale

### Cinema
- C.H.U.D., regia di Douglas Cheek (1984)
- Brazil, regia di Terry Gilliam (1985)
- Manhunter - Frammenti di un omicidio (Manhunter), regia di Michael Mann (1986)
- Getta la mamma dal treno (Throw Momma from the Train), regia di Danny DeVito (1987)
- L'ultima battuta (Punchline), regia di David Seltzer (1988)
- Perché proprio a me? (Why Me?), regia di Gene Quintano (1990)
- In fuga a quattro zampe (Homeward Bound: The Incredible Journey), regia di Duwayne Dunham (1993)
- Scappa e vinci (Houseguest), regia di Randall Miller (1995)
- Quattro zampe a San Francisco (Homeward Bound II: Lost in San Francisco), regia di David R. Ellis (1996)
- Shriek - Hai impegni per venerdì 17? (Shriek If You Know What I Did Last Friday the Thirteenth), regia di John Blanchard (2000)
- Zoe, regia di Deborah Attoinese (2001)

### Televisione
- Miami Vice – serie TV, episodio 1x20 (1985)
- Un salto nel buio (Tales from the Darkside) – serie TV, episodio 4x17 (1988)
- Oltre la legge - L'informatore (Wiseguy) – serie TV, 4 episodi (1989)
- Roswell, regia di Jeremy Kagan – film TV (1994)
- Chicago Hope – serie TV, 7 episodi (1994-1995)
- Il tocco di un angelo (Touched by an Angel) – serie TV, episodio 6x12 (2000)
- Un detective in corsia (Diagnosis: Murder) – serie TV, episodio 7x18 (2000)
- X-Files (The X-Files) – serie TV, episodio 8x05 (2000)
- Giudice Amy (Judging Amy) – serie TV, episodio 3x01 (2001)

## Doppiatrici italiane
- Rossella Izzo in Brazil
- Roberta Greganti in Manhunter - Frammenti di un omicidio
- Isabella Pasanisi in L'ultima battuta
- Laura Boccanera in Perché proprio a me?
- Silvia Pepitoni in Roswell
- Giuppy Izzo in Chicago Hope[1]
- Chiara Colizzi in Chicago Hope[1]
- Roberta Pellini in X-Files